# Syndrome méditerranéen
Pour la maladie méditerranéenne, voir Thalassémie.
Syndrome méditerranéen est le terme qui désigne, en France, le préjugé raciste consistant, pour les soignants, à considérer que les personnes d'origine nord-africaine, noires, ou bien d'autres personnes racisées exagèrent leurs symptômes et leurs douleurs, ce qui entraine une défaillance de la prise en charge médicale de ces populations.
Ce stéréotype se retrouve dans de nombreux pays sous des appellations différentes.

## Origine et contexte historique
Dans le contexte des mouvements migratoires qui ont suivi la Seconde Guerre mondiale, des études signalent la fréquence de syndromes douloureux mal caractérisés chez les personnes transplantées, migrantes ou appartenant à des minorités d'origine étrangère. Ces troubles sont interprétés dans le cadre d'une « pathologie d'adaptation » liée au changement social (du pays d'origine au pays d'accueil), de systèmes de vie et de valeurs, ou comme une « crise identitaire ».

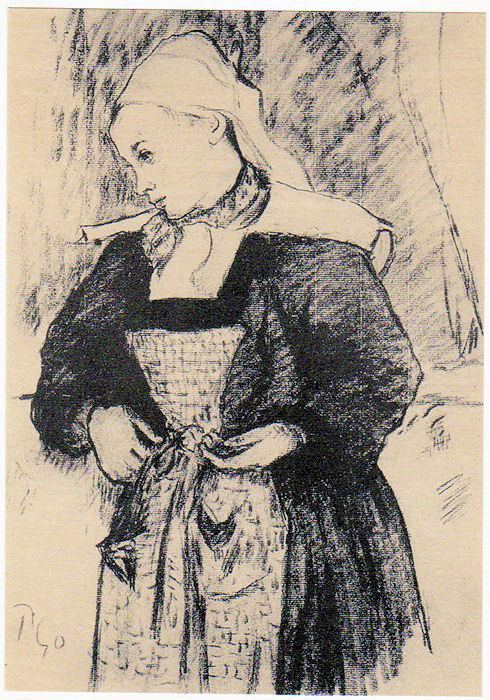
Bretonne, par Paul Gauguin. La migration rurale des bretons à Paris a été l'occasion de décrire un « syndrome des bonnes bretonnes ».

Ces études décrivent un tableau clinique dominé par des « plaintes douloureuses excessives », considérées comme des cénestopathies, par exemple la « cénestopathie des arabes ». En France, ce type de trouble est familièrement désigné sous le terme de « syndrome méditerranéen », parce que rapporté aux populations du sud, avec de nombreuses appellations similaires ou équivalentes : syndrome nord-africain, syndrome douloureux polymorphe, syndrome polyalgique des maghrébins. Ce syndrome méditerranéen était aussi appelé en médecine coloniale « coulchite » (ou koulchite, de l'arabe coulch « tout, partout ») ou « mal partout ».
En Europe, ce type de trouble est rapporté sous le terme de « syndrome transalpin » en Suisse, de « syndrome italien » en Belgique ou en Allemagne. Par exemple, le syndrome italien se manifeste au début par une hostilité à la cuisine du pays d'accueil et une intolérance à son climat, ce qui annonce la survenue de douleurs diffuses et chroniques, de type dépressif. Chez les migrants d'origine espagnole ou portugaise, ces états douloureux s'accompagnent plus fréquemment d'agitation et de confusion.
Ces troubles ne sont pas propres aux populations du sud, ils sont aussi mentionnés en Allemagne de l'Ouest pour les réfugiés allemands du Danube ; « syndrome polonais » chez les mineurs du nord de la France ; chez les travailleurs agricoles migrants au Kentucky (États-Unis). Au cours des années 1950, des troubles dépressifs et psychosomatiques sont signalés sous le terme de « syndrome des bonnes bretonnes à Paris » (migrantes rurales d'origine bretonne). De même pour le « syndrome des Alsaciens non francophones » incorporés dans l'armée française,.

## Approches contemporaines
Jusqu'en 2022, le stéréotype raciste du « syndrome méditerranéen » n'était pas évoqué durant les études médicales en France mais transmis de manière informelle, : « Qui n'a pas entendu parler du syndrome transalpin (terminologie helvétique, on parle plutôt de syndrome méditerranéen en France), entité nosologique censée décrire l'excès de plaintes des populations du Sud ? ».
Depuis la fin du XXe siècle, le contexte historique et politique des migrations a changé. À une migration de travail s'est substituée une immigration représentée par un parcours d'obstacles traumatisants. Il n'est plus décrit de pathologie psychiatrique spécifique de la migration, et tous les troubles mentaux peuvent être rencontrés. Cependant, les auteurs s'accordent pour admettre que la dépression et le trouble de stress post-traumatique sont d'une grande fréquence chez les migrants.
Les manifestations douloureuses peuvent être modulées par des « expressions "culturelles" débordantes de la souffrance ». Des soignants se sentent peu formés et impuissants devant ces manifestations « autres ». Le recours à des stéréotypes culturels (concepts médicaux anciens) comme le syndrome méditerranéen serait « un moyen de contourner l'incompréhension voire le malaise des professionnels de santé », l'existence d'un véritable syndrome méditerranéen au sens clinique n'ayant jamais été démontrée.
Selon Marcel-Francis Kahn, pionnier de la reconnaissance en France de la fibromyalgie, la « coulchite » ou « mal partout » serait une forme fréquente de fibromyalgie chez les sujets originaires d'Afrique du Nord alors qu'elle serait absente chez les femmes originaires d'Afrique Noire. Selon le même auteur, ce type de syndrome est d'abord biomédical avant d'être psychosocial : « Chez les Amish, population paisible et sans problèmes sociaux, la fréquence de la fibromyalgie est la même qu'ailleurs aux Etats-Unis. En Afrique du Nord, elle est connue sous le nom de koulchite, « mal partout ». L'évolution de sociétés où l'on n'avait pas l'habitude de se plaindre fait qu'au Japon, on voit des fibromyalgiques ; il y en a en Chine, au Vietnam, en Corée ».
Selon David Le Breton, le syndrome méditerranéen provient d'un fantasme selon lequel les personnes originaires du pourtour méditerranéen seraient moins résistantes à la douleur. Il est facilité par de possibles problèmes de communication.
Pour le médecin et écrivain Baptiste Beaulieu, il relève du racisme institutionnel. Longtemps, il y a eu peu d'études de qualité sur les discriminations ethniques en milieux de soin en France. Toutefois, les données disponibles indiquent qu'il existe bien une inégalité de prise en charge et de soins, où une dimension raciste est présente parmi d'autres facteurs (différences culturelles concernant la santé et la maladie, la relation médecin-malade, ou les barrières linguistiques).
Dans les études de médecine, le manuel national de référence de santé publique consacre désormais une partie à cette notion dans le nouveau chapitre sur les discriminations, au programme des épreuves dématérialisées nationales permettant d'accéder au troisième cycle (internat). 
Cependant, en 2025, selon un rapport de la Défenseure des Droits, des actes discriminatoires tels que refus de rendez-vous de consultation, réorientation abusive et rendez-vous impossibles à prendre via les plateformes dédiées, ... notamment pour les bénéficiaires de la couverture maladie universelle complémentaire, ou de l'aide médicale d'État ; et des atteintes au consentement (suivi gynécologique avec examens et soins psychiatriques en particulier) continuent à se produire en France dans des lieux de soins variés (services d'urgence, consultation en cabinet, en centre de santé ou à hôpital public ou privé) et concernent toutes les professions médicales et paramédicales (médecins généralistes, spécialistes, chirurgiens-dentistes, pharmaciens, secrétariat médical...). La Défenseure des droits dénonce la persistance du "syndrome méditerranéen", source de discriminations ayant des conséquences « délétères immédiates et durables sur le parcours de soins des patients" et source de renoncement aux soins, de retard ou d'absence de prise en charge, parfois fatale. Elle dénonce aussi "une sous-évaluation » de la douleur et  « de la gravité des symptômes exprimés par les femmes, notamment lorsqu'elles sont jeunes, d'origine étrangère ou perçues comme telles (...) la douleur de la patiente est soit minimisée, soit remise en cause et renvoyée à une supposée anxiété ou à une souffrance psychologique dissimulée ». Parmi d'autres solutions, ce rapport propose que soit élaborée une stratégie nationale de prévention et de lutte contre les discriminations dans les soins ; un renforcement la prévention, notamment par la formation des professionnels de santé, à la lutte contre les stéréotypes ; une facilitation du dépôt de plainte devant les ordres professionnels et l'Assurance maladie, avec application de sanctions effectives, proportionnées et dissuasive/s...

## Conséquences

### Inégalités de santé
La considération moindre accordée aux personnes victimes de racisme peut entraîner un ralentissement de leur prise en charge médicale,. Des inégalités de santé (morbidité, mortalité...) frappent plus particulièrement des minorités ethniques ou des populations migrantes, indépendamment d'autres facteurs biomédicaux et socio-économiques (pauvreté, accès aux soins...) et qui sont attribuées à des stéréotypes culturels lors de la prise en charge médicale. 
De telles situations ont été décrites aux États-Unis pour les afro-américains, les hispaniques et les amérindiens ; au Royaume-Uni pour les originaires de l'Inde et du Pakistan ; en France pour les personnes d’origine nord-africaine et africaine ; en Allemagne pour les Turcs ; en Turquie pour les Kurdes ; en Israël pour les juifs séfarades, palestiniens, juifs d'Éthiopie et de Russie ; au Canada pour les amérindiens, comme les Aborigènes en Australie ou les Roms dans les Balkans. 
Par exemple, une étude réalisée dans les urgences d'un hôpital universitaire de Los Angeles a montré que dans la prise en charge des fractures, les hispaniques avaient deux fois moins de chance de bénéficier d'un traitement antalgique, indépendamment de la langue parlée par le patient, de son assurance maladie, de l'origine du médecin, de la sévérité de la fracture, etc. la variable « groupe hispanique » restant la plus significative.

### Stéréotype culturel et approche transculturelle
La culture des personnels soignants est faite d'une culture médicale (valeurs universelles inhérentes à la communauté des soignants) mais aussi d'une culture populaire (courants principaux de la société où ils vivent). Un stéréotype culturel est alors : 
« l'appréciation d'un individu fondée, non sur un jugement objectif, mais sur une évaluation sommaire, basée sur son appartenance de groupe : nationalité, sexe, profession, religion. Le stéréotype culturel est une façon universelle et séculaire qu'ont les êtres humains de réagir face à ce qui leur est différent, étranger».
En Europe, pour réduire ce biais culturel et respecter l'article 7 du code de déontologie,, il est proposé une approche transculturelle. Cette approche vise à l'acquisition de nouvelles compétences dans la formation des soignants. Il s'agit d'aborder le patient non pas seulement sur le modèle « standard », mais aussi sur le modèle du patient en tant que personne qu'il faut accepter telle qu'elle est.
« Cela revient à privilégier "l'altérité", à accepter naturellement "l'Autre" différent », ce qui ne nécessiterait pas de compétences ethno-anthropologiques particulières, d'où la notion de médecine transculturelle plutôt que celle d'ethnomédecine.
Un élément de succès dans la prise en charge médicale est de mettre le patient « Autre » dans le sentiment d'exister, d'être compris et entendu en tant que personne et sujet, et non pas en tant qu'objet porteur de maladie. Cette règle s'applique à tous les patients quels qu'ils soient, d'où ce paradoxe positif « plus on s'intéresse aux différences culturelles plus on se convainc de l'universalisme de l'humain ».

## Mentions médiatiques

### En France
La mort de Naomi Musenga après son appel au SAMU, en 2017, a été en partie imputée par des journalistes au « stéréotype raciste du syndrome méditerranéen » dans le monde hospitalier,,,.

### Au Canada
Plusieurs cas de mauvaise prise en charge des autochtones du Québec dans le système de santé de cette province sont reliés à une forme de syndrome méditerranéen. Dans son rapport déposé en 2019, la Commission d’enquête sur les relations entre les Autochtones et certains services publics au Québec souligne la présence de préjugés qui peuvent mener à des pratiques discriminatoires envers eux.